# Marynove (Raión de Berezivka)
Marynove  (ucraniano: Маринове) es una localidad del Raión de Berezivka en el Óblast de Odesa de Ucrania. Según el censo de 2001, tiene una población de 991 habitantes.